# Agoranomos
L'Agoranòmos (in greco antico: ἀγορανόμος?, plurale: agoranomoi, ἀγορανόμοι) era un magistrato che, nell'impero bizantino, aveva il compito di controllare il buon funzionamento dell'agorà.
Compito degli agoranomoi era vigilare sul regolare svolgimento delle attività commerciali nel mercato. Questo comprendeva il controllo dei prezzi, la verifica della regolarità di pesi e misure (nelle città in cui non esistevano appositi metronomoi), l'assenza di inganni e frodi, la qualità delle mercanzie, l'esazione della tassa sulle prostitute che adescavano nell'agorà, l'esenzione della tassa sui commercianti stranieri. 